# XV округ Парижа
15-й округ Парижа (15e arrondissement de Paris или Arrondissement de Vaugirard) — один из 20-ти муниципальных округов Парижа. Назван в честь городка Вожирар, который вошёл в состав округа; в просторечии парижане называют его le quinzième («пятнадцатый»).

## География

Вид на квартал Front de Seine с моста Мирабо

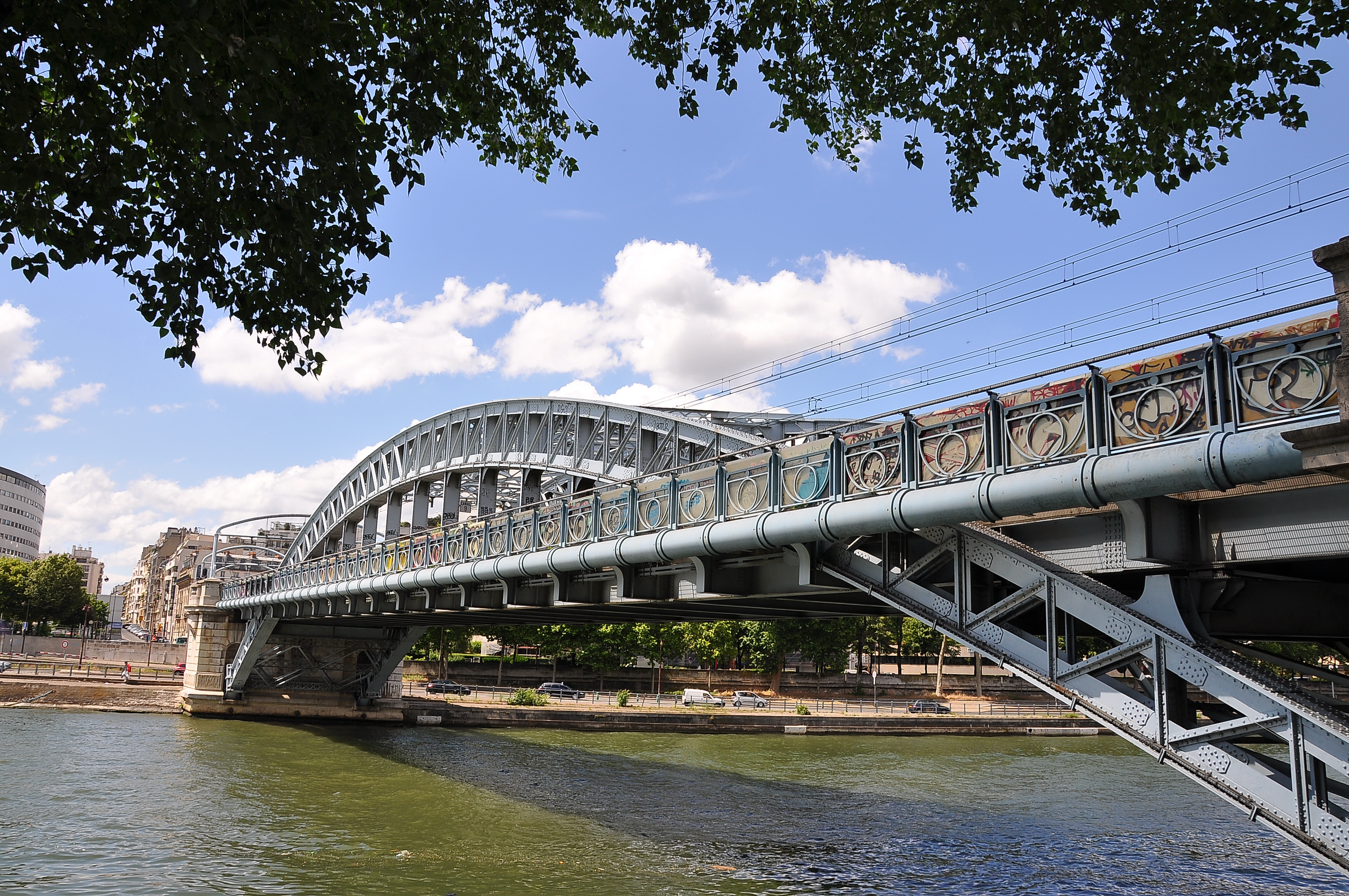
Мост Руэль

XV округ находится на левом берегу Сены, на юго-западе от исторического центра Парижа. К нему относится искусственный Лебединый остров, а также часть исторического района Монпарнас (другие его части расположены в соседних 6-м и 14-м округах). 
Площадь 15-го округа — 850 га; он является третьим по величине округом Парижа, уступая лишь 16-му (1637 га) и 12-му (1632 га) округам, в состав которых входят Булонский и Венсенский леса соответственно (без учёта этих обширных парков, расположенных за бульваром Периферик, 15-й округ имеет самую большую урбанизированную площадь среди округов столицы).
На северо-востоке 15-й округ граничит с 7-м и 6-м округами, на юго-востоке — с 14-м округом, на северо-западе Сена отделяет его от 16-го округа, на юго-западе Парижская окружная дорога является границей между территорией 15-го округа и коммунами Ванв и Исси-ле-Мулино.

## История

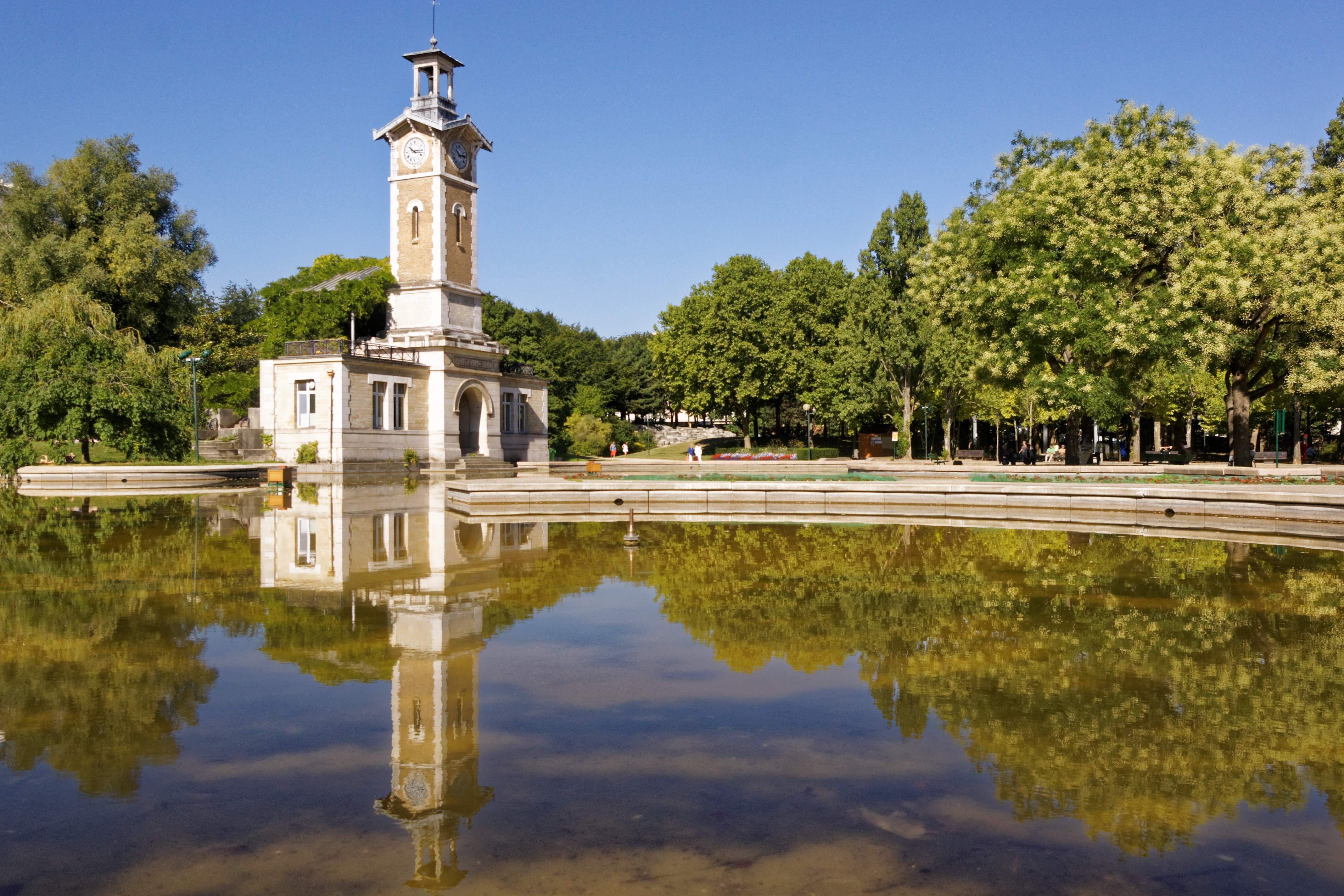
Парк Жоржа Брассенса

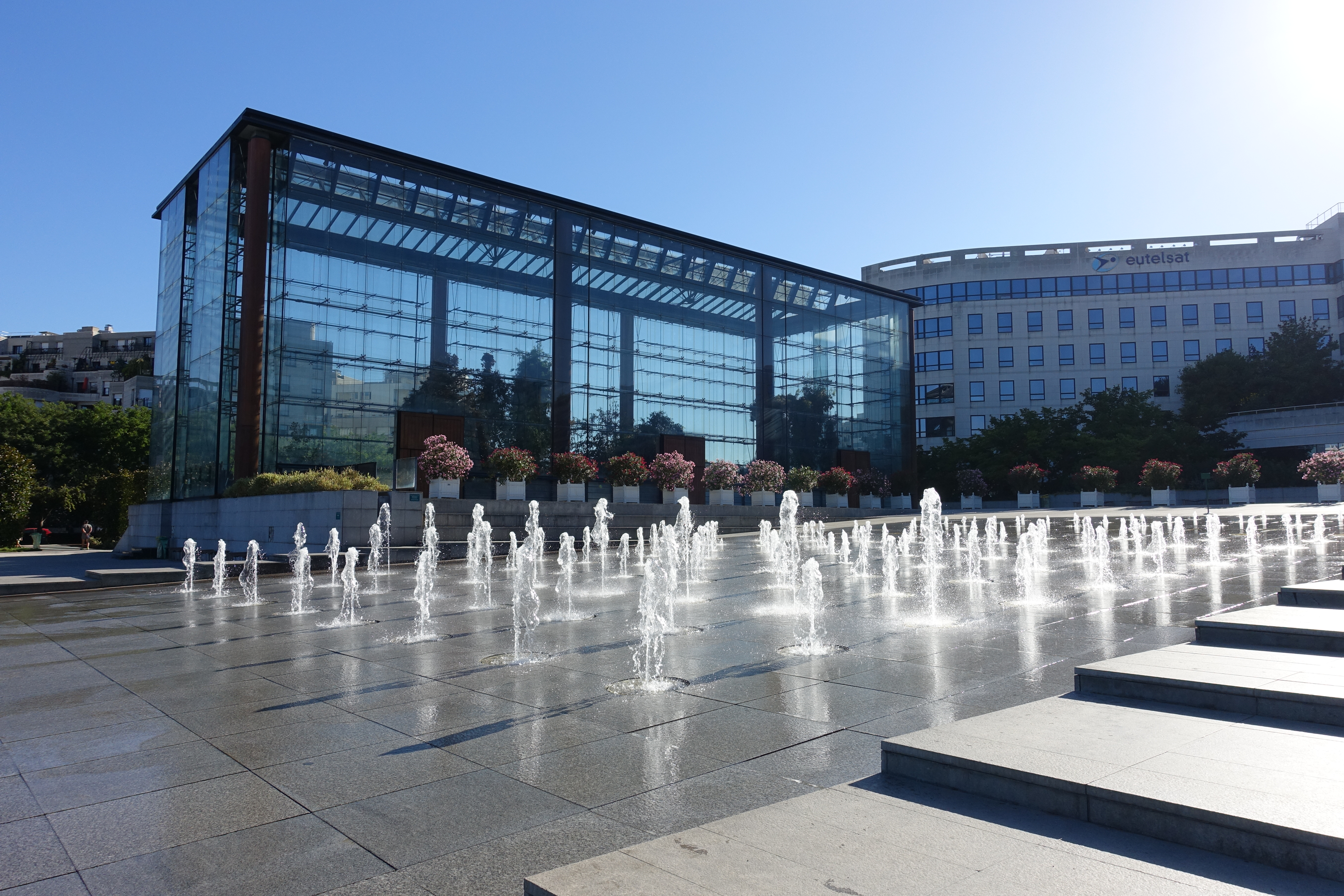
Фонтан в парке Ситроена

Деревня Вожирар возникла вдоль древней римской дороги. Здесь добывали строительный камень, выращивали виноград и торговали скотом (на месте бывшего скотного рынка и большой бойни сегодня разбит парк Жоржа Брассена). Деревня Гренель располагалась на равнине, которая простиралась от нынешнего Дома инвалидов до Исси-ле-Мулино. В начале XIX века здесь был построен образцовый городок Богренель («Прекрасный Гренель»), а в 1830 году вся территория Гренеля отделилась от Вожирара в самостоятельную коммуну.
В 1840 году недалеко от Люксембургского сада открылся железнодорожный вокзал Монпарнас, куда приходили поезда из Версаля. В 1841 — 1844 годах вдоль южных окраин Парижа была возведена Тьерская городская стена. 15-й округ был образован в 1859—1860 годах после присоединения к Парижу земель между Стеной генеральных откупщиков и Тьерской стеной, а также бывших пригородов Вожирар, Гренель и Жавель.
Долгое время Жавель был крупным промышленным центром Парижа: здесь производили жавелевую воду (отбеливатель), электротехнические изделия Thomson и автомобили Citroën (сегодня на месте бывшего автомобильного завода разбит парк Андре Ситроена).
В июле 1942 года по приказу германской военной администрации французская полиция провела масштабную облаву на евреев, которых согнали на велодром «Вель д’Ив», расположенный на набережной Сены. Впоследствии большинство из 13 тыс. арестованных были убиты.
В 1970-х годах вдоль набережной Сены был построен район высотной застройки Фронт Сены, состоявший из 13 жилых башен, отелей Nikko и Flatotel, а также офисной башни Мирабо. В 1990 году к ним была достроена офисная башня Кристал.

## Население

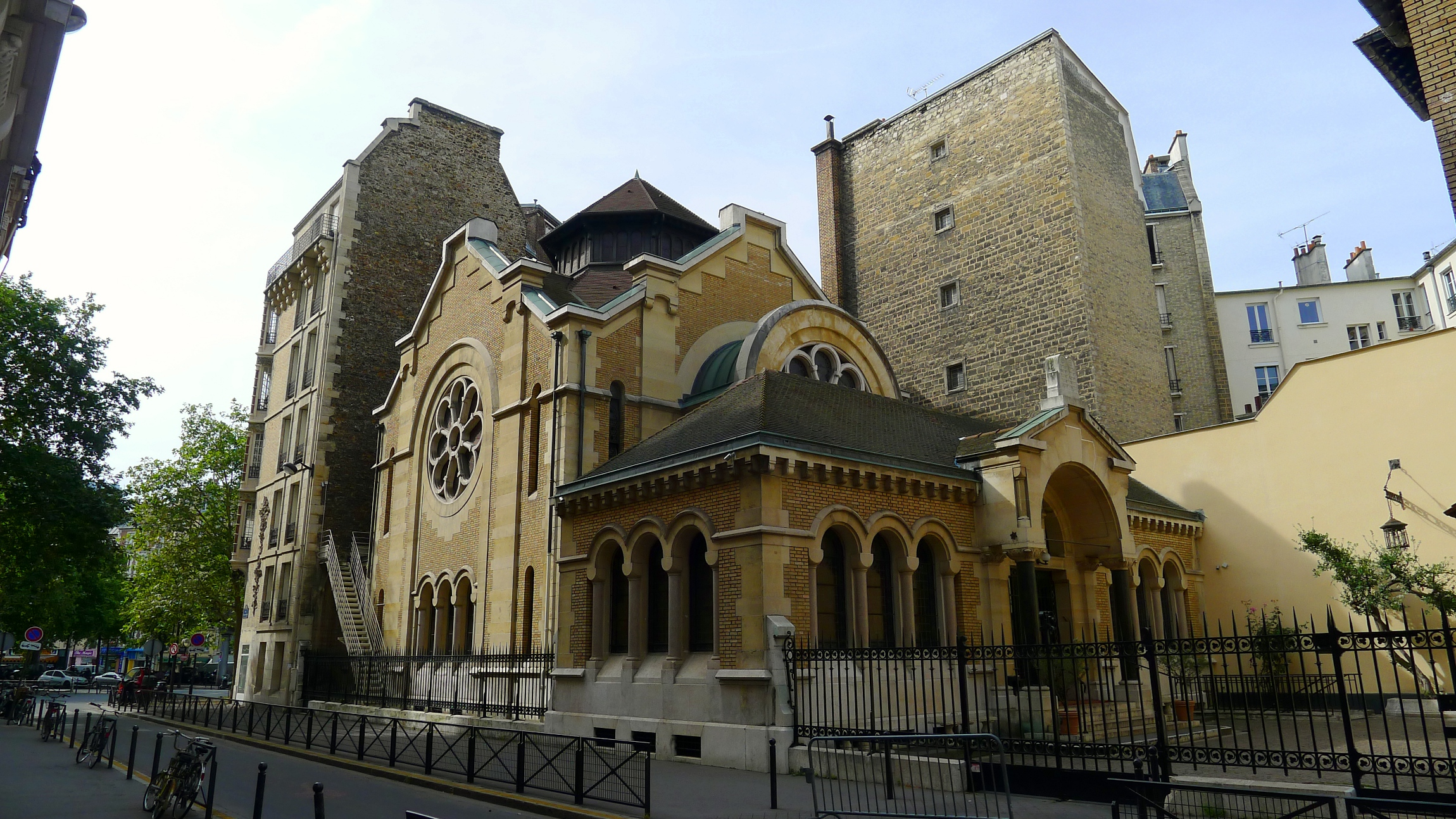
Синагога Шаслу-Лоба

По данным переписи населения 1999 года, на территории округа проживало 225 362 жителя при плотности 26 576 чел/км². В 1990 — 2010-х годах 15-й округ являлся самым густонаселённым округом Парижа. Он отличается дорогой недвижимостью, но уступает в престижности соседнему 16-му округу. Здесь имеется большая еврейская община, а также общины выходцев из Чёрной Африки, Магриба и Леванта.
В 2021 году численность населения 15-го округа составила 227 746 человек, плотность — 26 794 чел/км².
| Год (перепись населения) | Число жителей | Плотность (чел./км²) |
| ------------------------ | ------------- | -------------------- |
| 1962                     | 250 551       | 29 470               |
| 1968                     | 244 080       | 28 709               |
| 1975                     | 231 301       | 27 205               |
| 1982                     | 225 596       | 26 534               |
| 1990                     | 223 940       | 26 340               |
| 1999                     | 225 362       | 26 507               |

## Органы местного управления

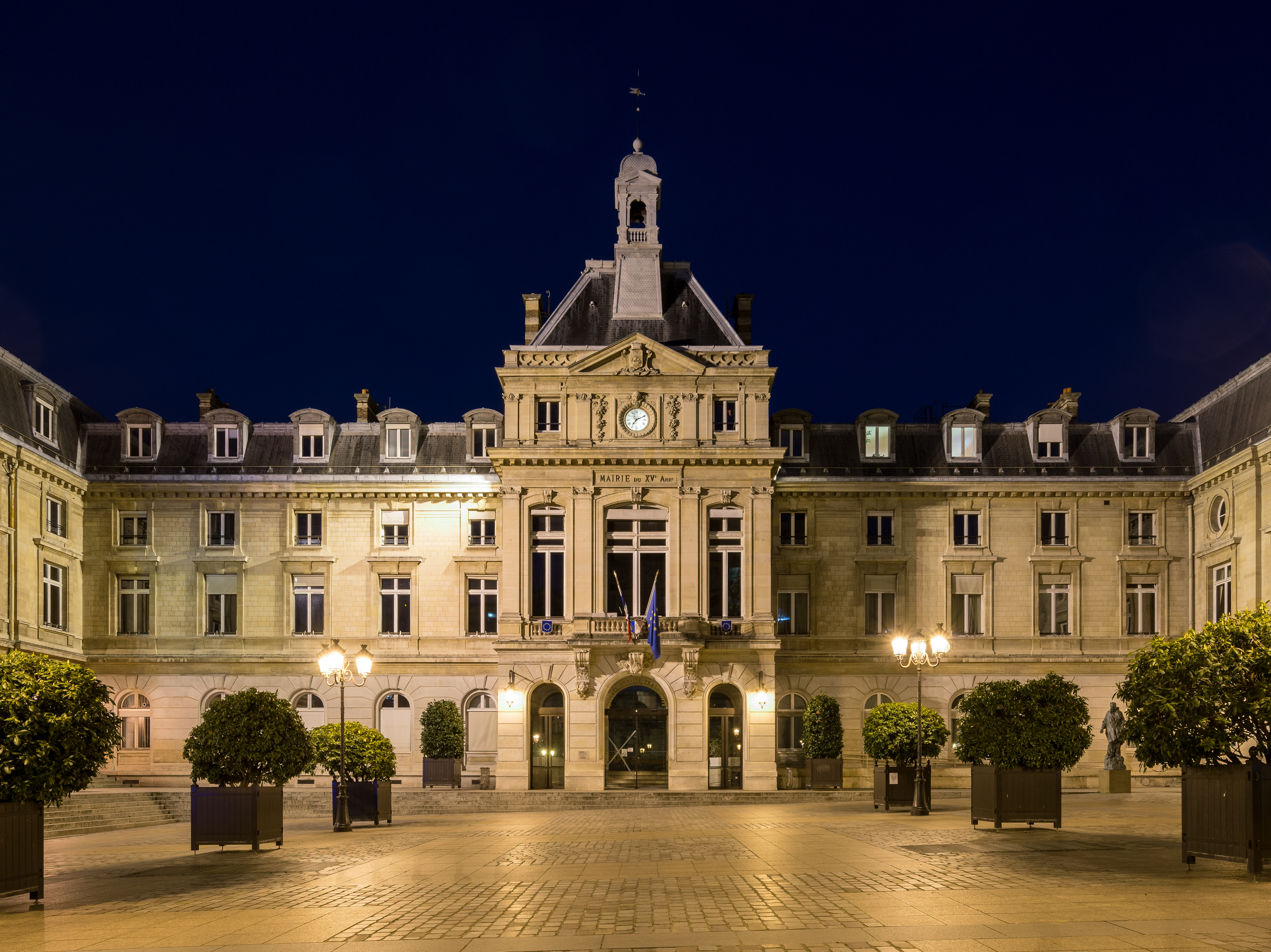
Мэрия 15-го округа

В 1983 — 2008 годах мэром XV округа являлся Рене Гали-Дежан, представлявший «Объединение в поддержку республики» и «Союз за народное движение». С 2008 года мэром округа является Филипп Гужон; в 2014 и 2020 годах он был переизбран на этот пост от партии Республиканцев.
Адрес мэрии округа: 31, rue Péclet.

## Административное деление
Округ делится на четыре квартала:
- № 57 Сен-Ламбер (Saint-Lambert)
- № 58 Некер (Necker)
- № 59 Гренель (Grenelle)
- № 60 Жавель (Javel)

## Государственные учреждения

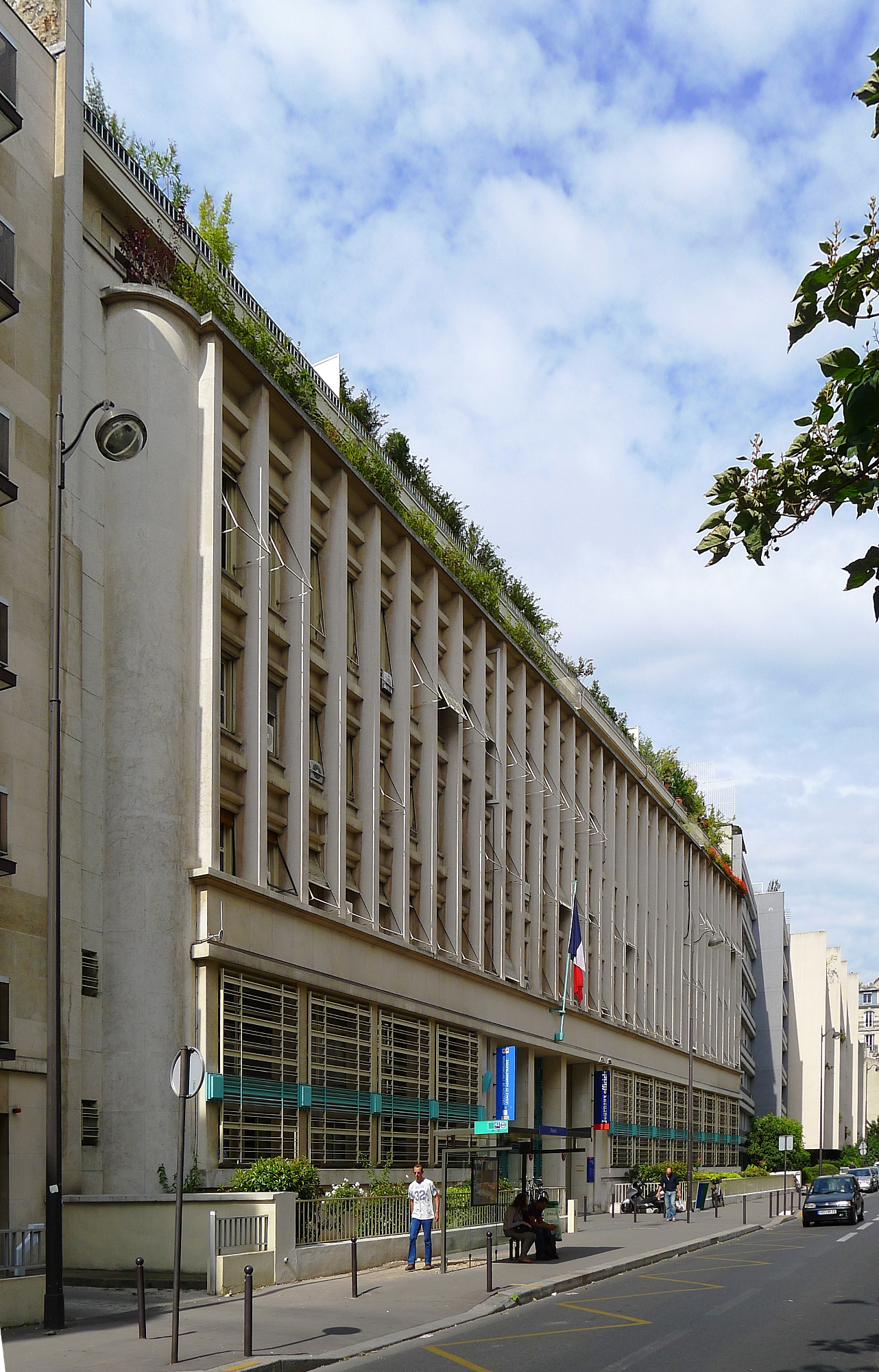
Управление правовой и административной информации

- Комплекс Министерства обороны Франции Hexagone Balard[фр.]
  - Генеральный штаб армии
  - Штаб Сухопутных войск
  - Штаб Военно-морских сил
  - Штаб Воздушно-космических сил
  - Генеральная дирекция по вооружению
  - Национальный военный фонд социального страхования
- Префектура Парижа и Иль-де-Франс
- Комиссариат по атомной и альтернативным видам энергии
- Главное управление гражданской авиации[фр.]
- Французская документация[фр.]
- Управление правовой и административной информации[фр.]
  - Официальный журнал Французской республики
- Управление по регулированию аудиовизуальных и цифровых коммуникаций
- Национальный центр управления[фр.]
- Бюро трудоустройства France Travail[фр.]
- Национальное агентство по ценным бумагам France Titres[фр.]
- Главная инспекция Министерства национального образования Франции
- Французский институт

## Дипломатические и международные учреждения

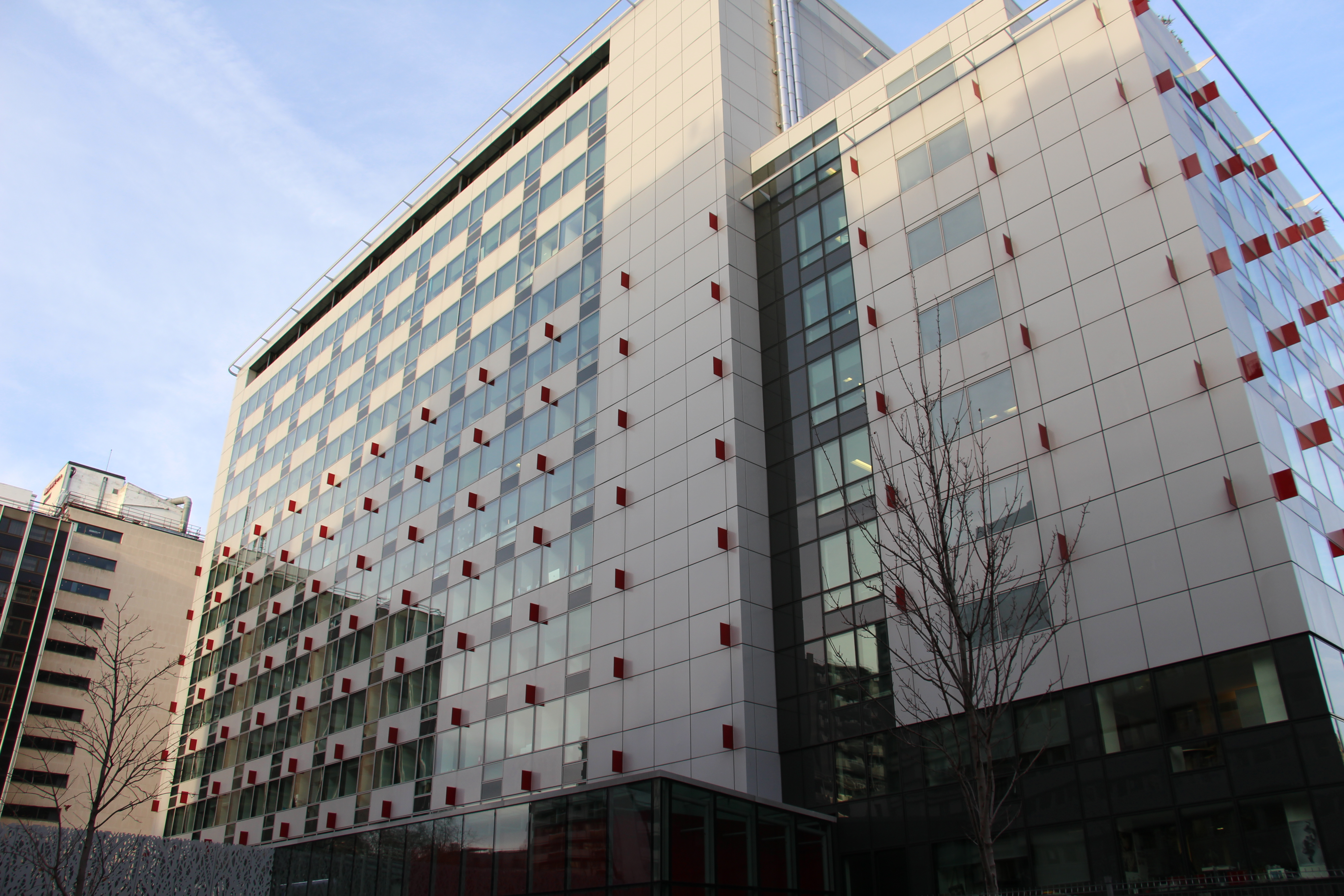
Офис Международного энергетического агентства

- Международное энергетическое агентство
- Международный совет музеев
- Офис Программы ООН по окружающей среде
- Посольство Австралии
- Посольство Кубы
- Посольство Ливии
- Посольство Панамы
- Посольство Эритреи
- Миссия Палестины
- Представительство Иракского Курдистана

## Экономика и транспорт

Штаб-квартира Amundi

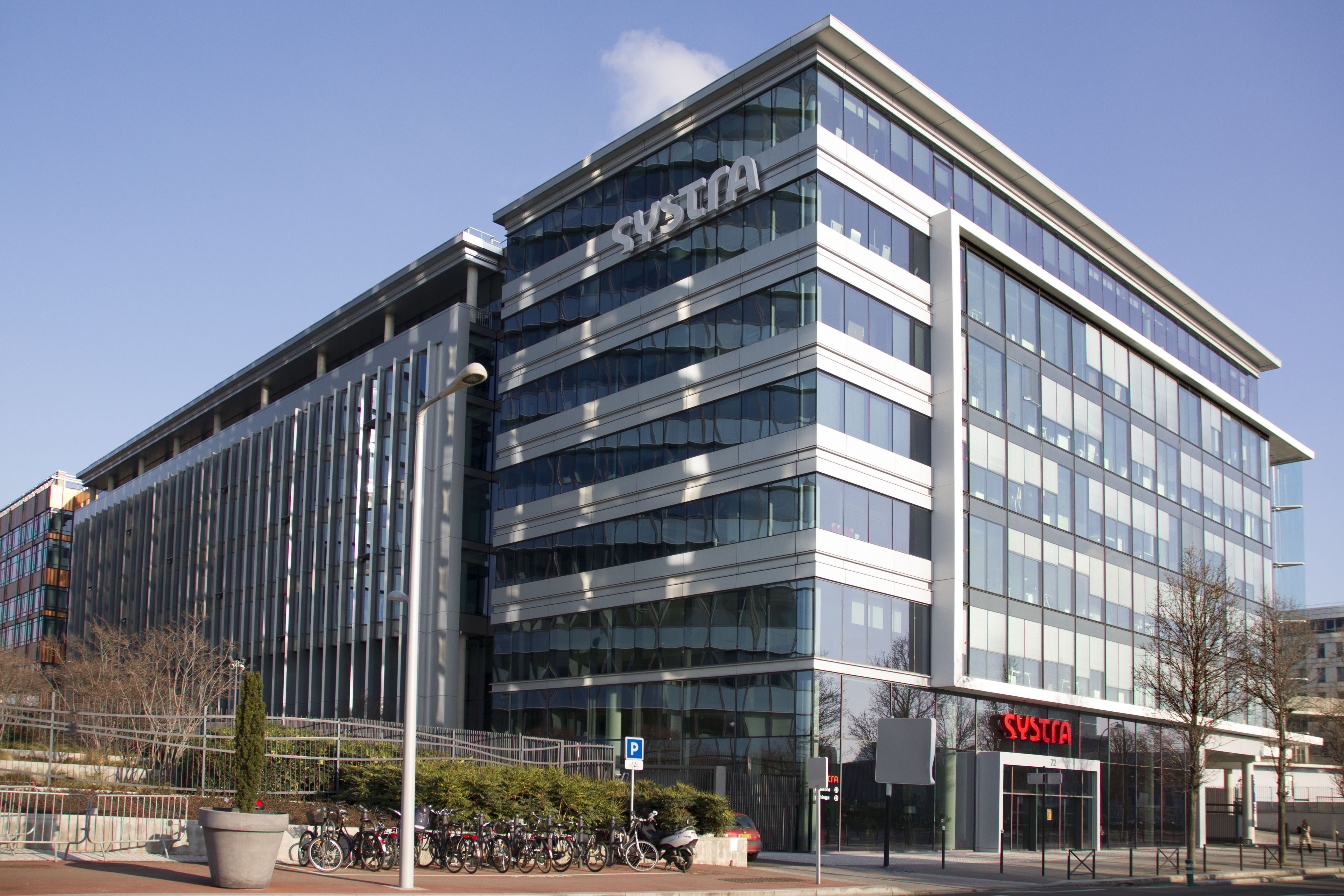
Штаб-квартира Systra

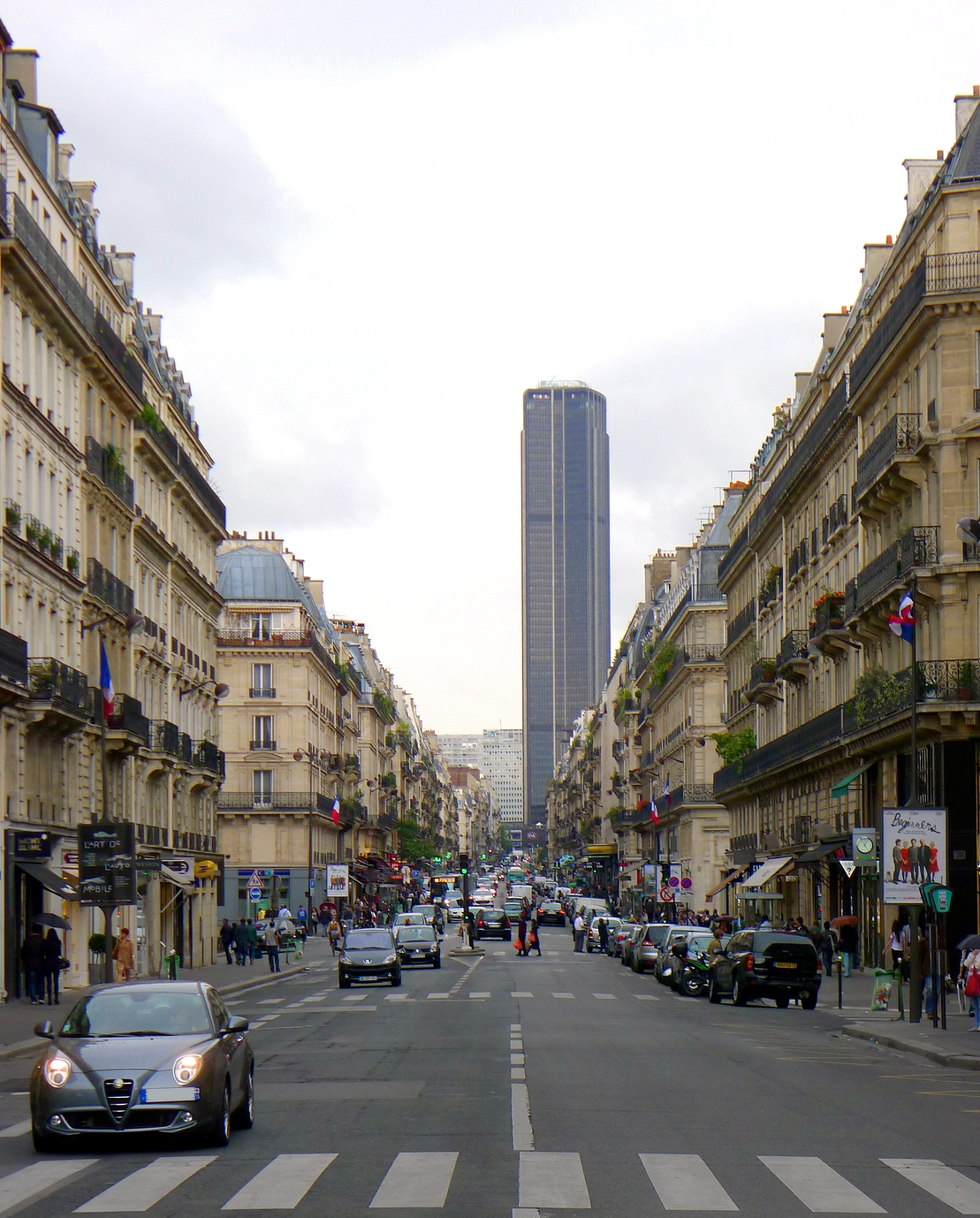
Башня Монпарнас

В округе преобладает сфера услуг, в том числе розничная торговля, общественное питание, туризм, транспортные, медицинские, деловые и финансовые услуги (включая выставочные, юридические, консалтинговые, бухгалтерские, инженерные и дизайнерские услуги). Основные деловые районы расположены вокруг вокзала Монпарнас (включая башню Монпарнас), вдоль бульвара Пастера и вдоль бульваров Маршалов. Кроме того, в округе находится крупнейший парижский выставочный центр Париж-Экспо Порт-де-Версаль.
В округе базируются аэрокосмическая группа Safran, судостроительная группа Naval Group, финансовая группа Amundi, телекоммуникационные группы Altice (включая дочернюю компанию SFR) и Eutelsat, страховые группы MACIF, MGEN, Credit Agricole Assurances и Predica, инженерно-строительная группа Systra, горно-металлургическая группа Eramet, производитель минерального сырья Imerys, сеть хозяйственных магазинов Bricomarché, телевещательная группа France Télévisions, новостные телеканалы BFM TV и BFM Business, телекомпания Adventure Line Productions, журнальное издательство Le Point, книжные издательства Payot et Rivages, Helium, Les Éditions Leduc, Éditions du Panthéon, Éditions Economica и La Documentation française, компания информационных технологий Alice & Bob, химическая компания Laboratoires Synth-Innove. Также в округе расположены офисные центры компаний Orange, Éditions Albin Michel, Aon France, LexisNexis France и i24News. 
На набережной Сены работают заводы стройматериалов Lafarge и Cemex. В комплекс башни Монпарнас входит торговый центр Montparnasse Rive Gauche (включая универмаг Galeries Lafayette Montparnasse); на соседнем вокзале Монпарнас расположен торговый центр Commerces Gare Montparnasse. В районе Front de Seine находится торговый центр Centre commercial Beaugrenelle. Кроме того, магазины, кондитерские, кафе, рестораны и салоны красоты сконцентрированы на улицах Вожирар, Коммерс и Лекурба.
В округе расположено несколько престижных отелей, в том числе Pullman Paris Tour Eiffel, Novotel Paris Tour Eiffel, Novotel Paris Centre Tour Eiffel, Novotel Paris Centre Gare Montparnasse, Novotel Paris Porte de Versailles, Mercure Paris Centre Tour Eiffel, Mercure Paris Tour Eiffel Pont Mirabeau, Mercure Paris Tour Eiffel Grenelle, Mercure Paris Vaugirard Porte de Versailles, Kopster Paris Porte de Versailles, Adagio Paris Centre Tour Eiffel, Le Marquis by Inwood Hotels, OKKO Porte De Versailles, Hôtel Le Parisis, Hôtel Bleu de Grenelle, Ares Eiffel, Le Wallace, Esteem Tour Eiffel, Vice Versa, Hôtel Moderniste, Hôtel 15 Montparnasse, Les Jardins de Mademoiselle, First Hotel Paris Tour Eiffel и Platine Hôtel.

### Железнодорожный транспорт

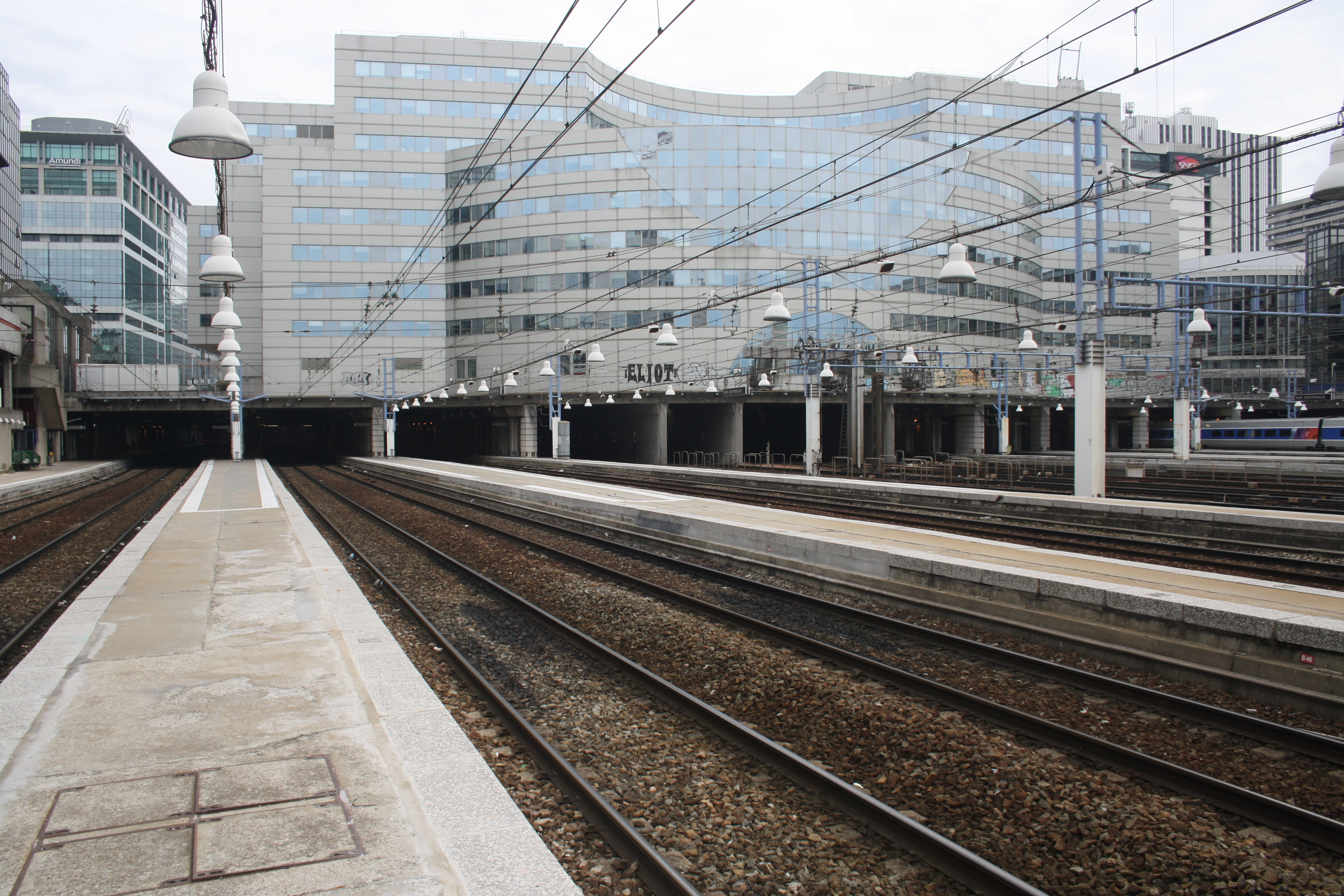
Вокзал Монпарнас

В округе расположен вокзал Монпарнас, принимающий как региональные электрички из Иль-де-Франс, Нормандии, Центра — Долины Луары и Пеи-де-ла-Луар, так и скоростные поезда из Тулузы, Бордо, Нанта, Бреста и Рена.

### RER
Станция Мост Гарильяно, станция Жавель и станция Марсово поле — Эйфелева башня обслуживают линию С.

### Метрополитен
XV округ обслуживают следующие линии метрополитена:
- Линия 4
- Линия 6
- Линия 8
- Линия 10
- Линия 12
- Линия 13

### Трамвай
В округе действуют две линии парижского трамвая — Линия 2 и Линия 3а.

### Площади и улицы
- Площадь Балар
- Площадь Камбронна
- Площадь Коммерс

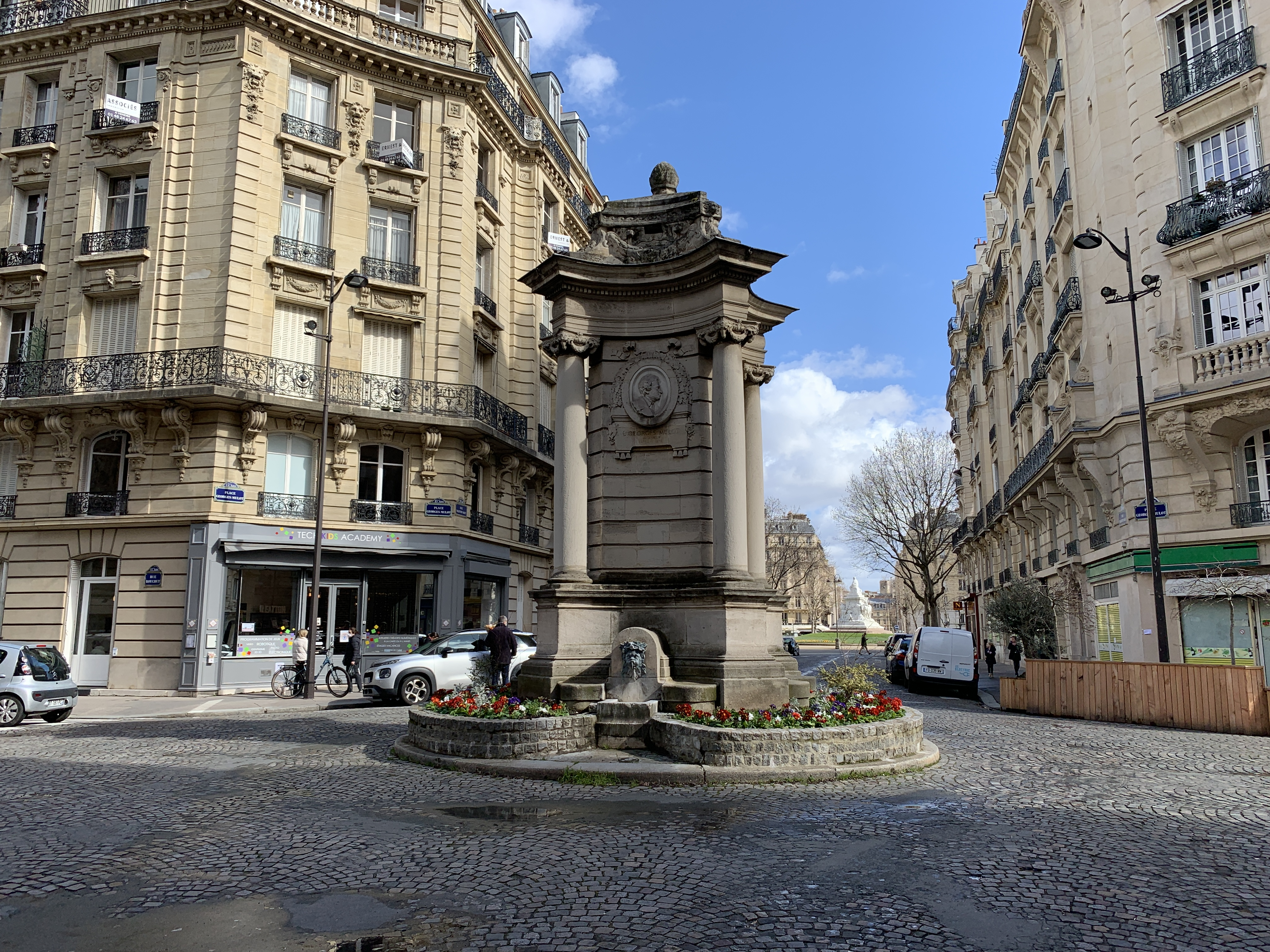
Фонтан на площади Жоржа Мюло

- Площадь Женевьев-де-Голль-Антониоз
- Площадь Порт-де-Версаль
- Площадь Шарля Мишеля
- Площадь Жоржа Мюло
- Бульвар Монпарнас
- Бульвар Гренель
- Бульвар Гарибальди
- Бульвар Пастера
- Бульвар Виктор
- Бульвар Лефевр
- Авеню Сюфран
- Авеню Эмиля Золя
- Авеню Мотт-Пике
- Авеню Феликса Фора
- Набережная Жака Ширака
- Набережная Андре Ситроена

### Мосты

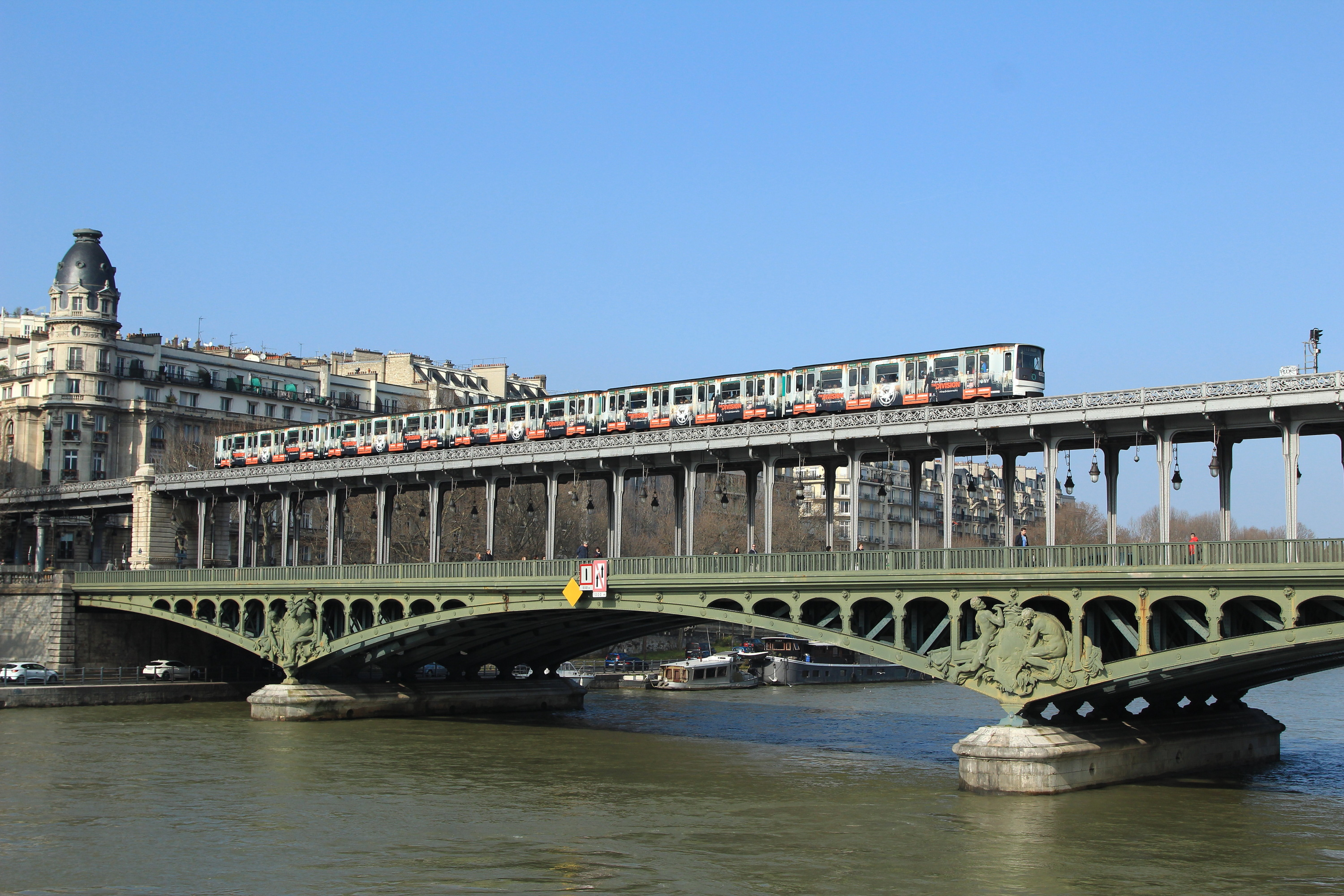
Мост Бир-Хакейм

- Мост Бир-Хакейм
- Мост Руэль
- Мост Гренель
- Мост Мирабо
- Мост Гарильяно
- Мост Аваль

### Воздушный транспорт
- Парижский гелипорт[фр.]

## Культура

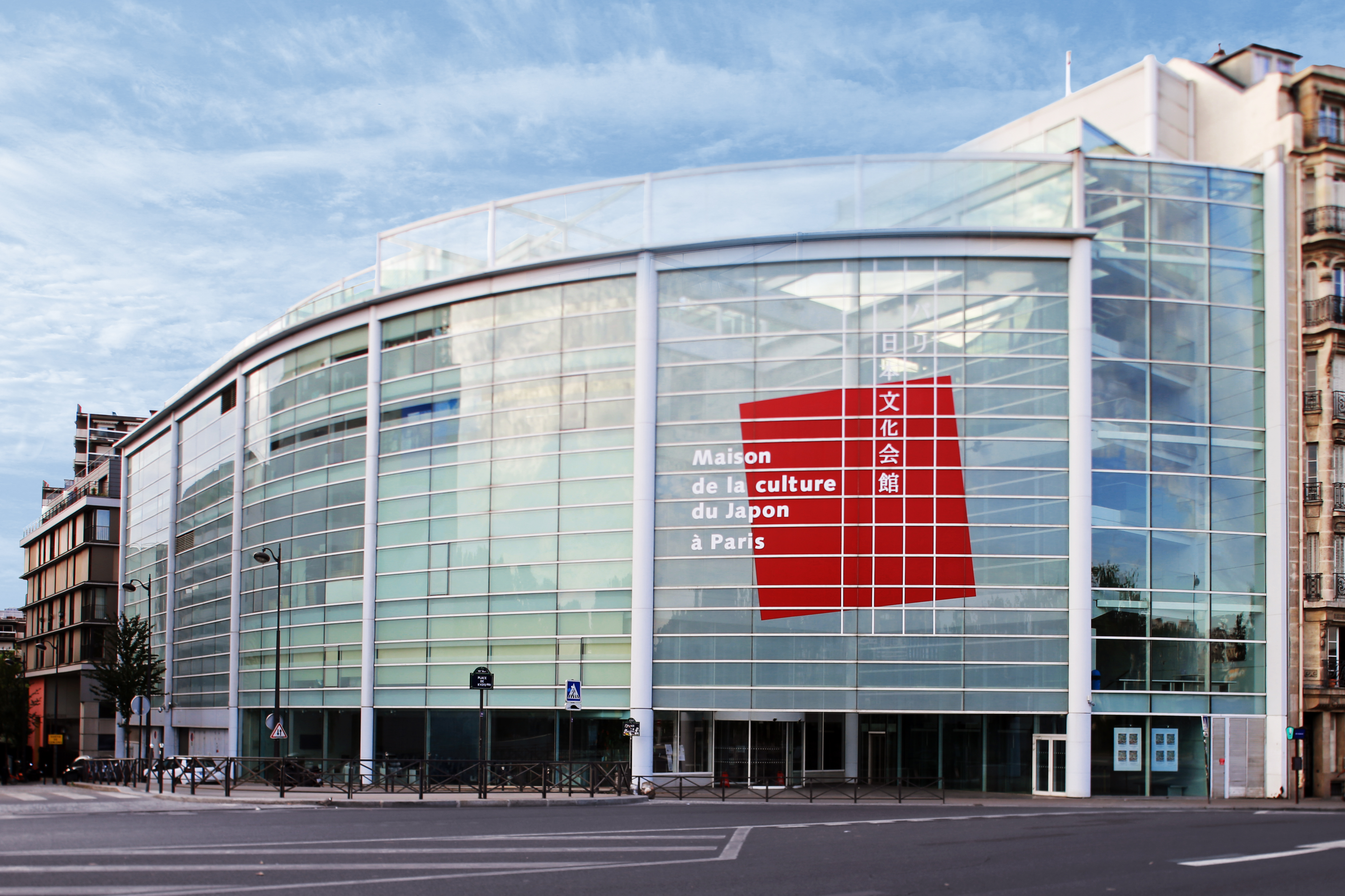
Дом культуры Японии в Париже

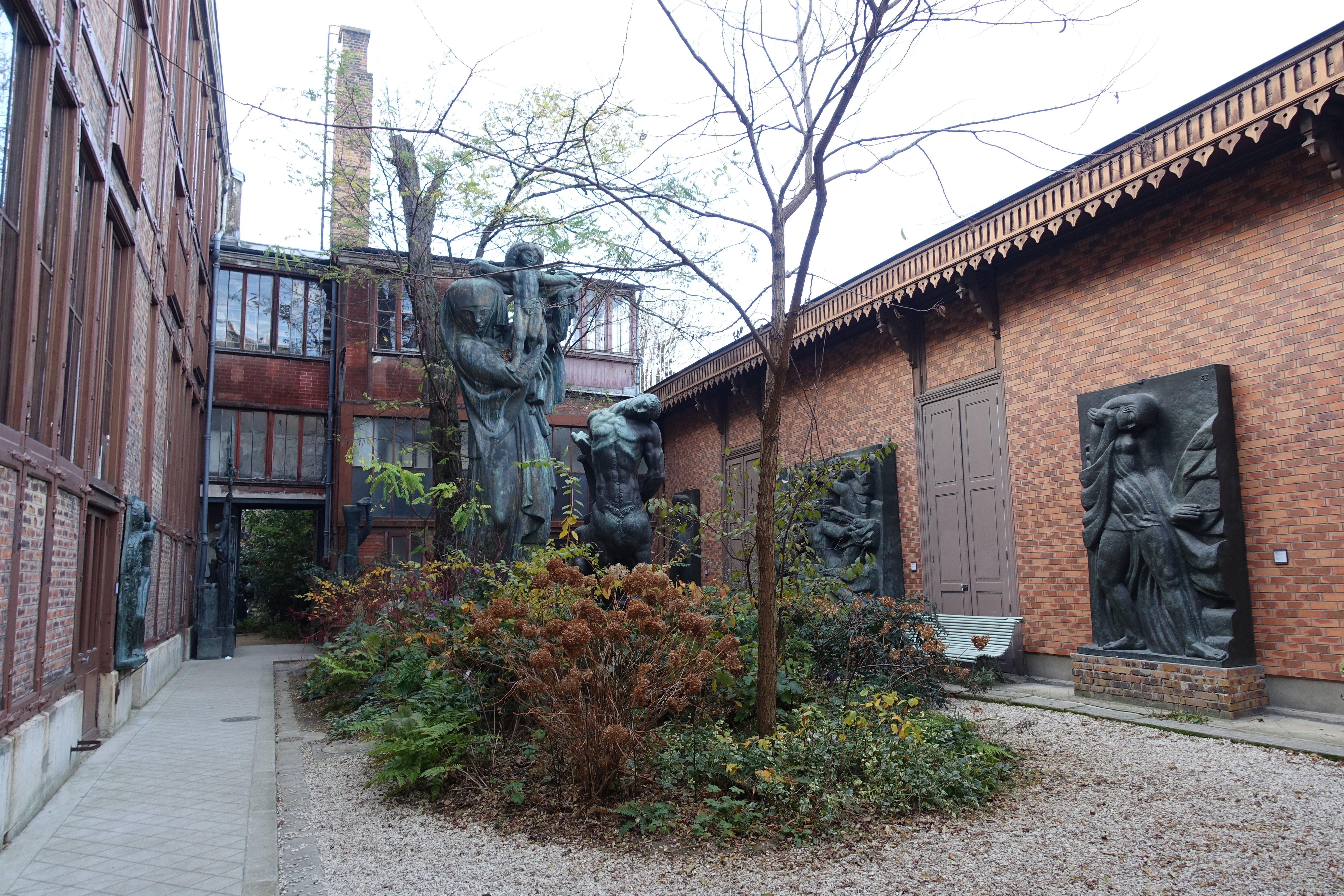
Музей Бурделя

В XV округе расположено несколько известных музеев, библиотек, театров, концертных залов и культурных центров Парижа:
- Дом-музей Бурделя
- Музей Пастера
- Музей Менджинского и Парижской школы[фр.]
- Музей почты
- Филиал Дворца открытий
- Дом культуры Японии в Париже[фр.]
- Театр Сильвии Монфор[фр.]
- Театр Комеди Тур Эйфель
- Библиотека Андре Шедид[фр.]
- Общество Arts-Sciences-Lettres[фр.] (ASL)

## Образование и наука

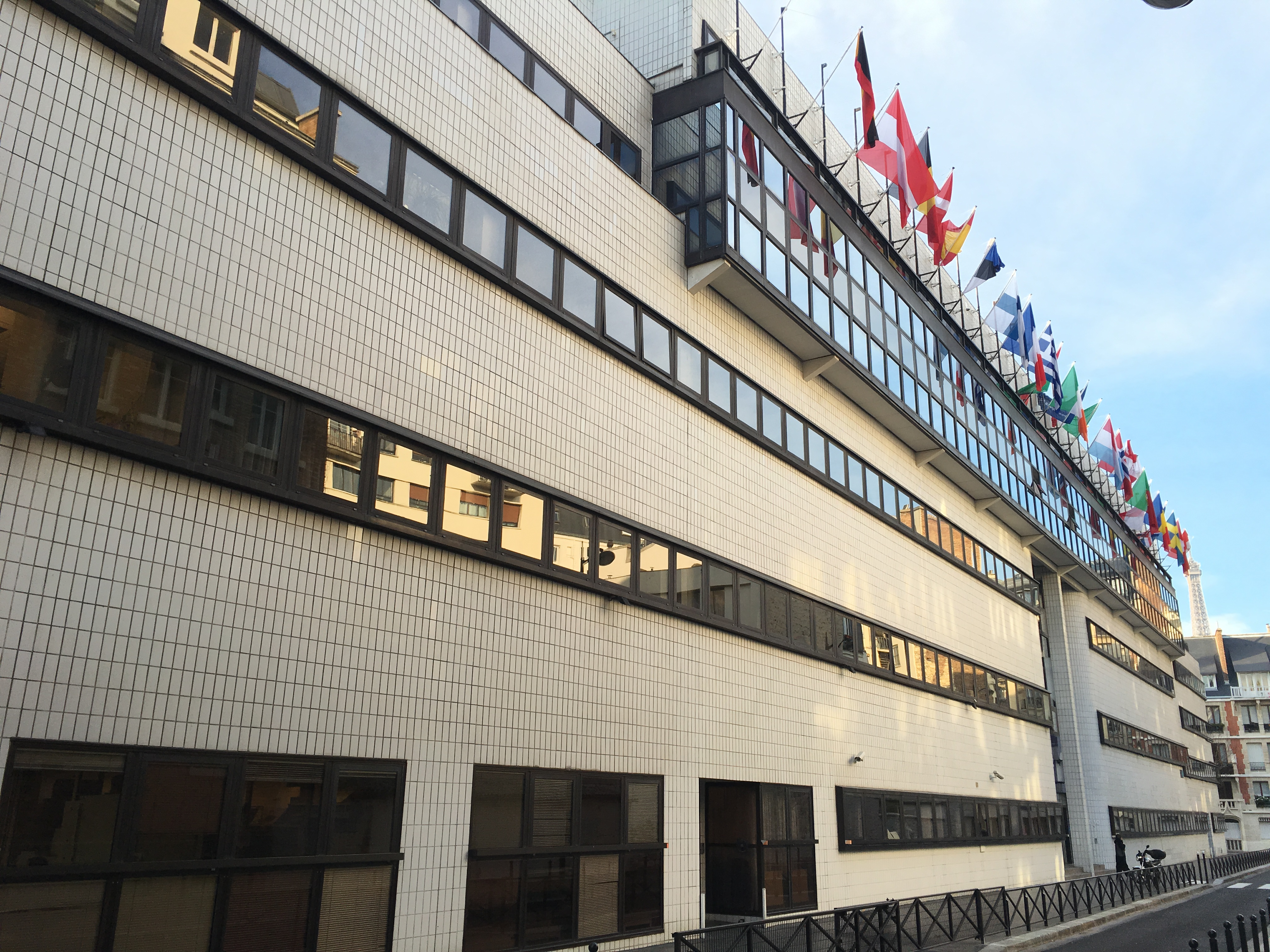
Штаб-квартира Европейского космического агентства

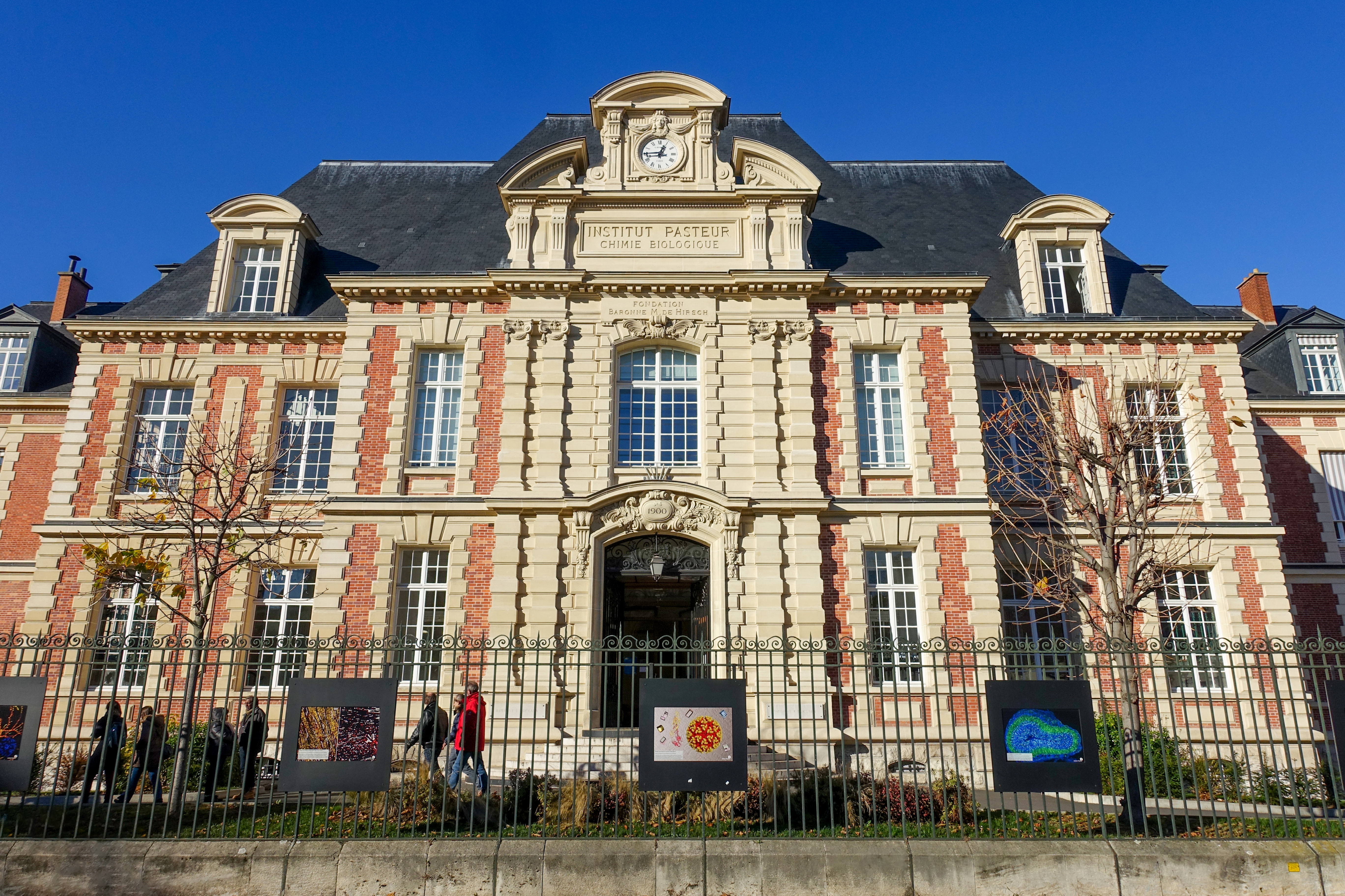
Институт Пастера

XV округ является крупным образовательным и научным центром Парижа, здесь базируются престижные лицеи, колледжи, университеты и высшие школы, а также научно-исследовательские центры:
- Лицей Бюффона[фр.]
- Лицей Камиля Си[фр.]
- Парижский самоуправляемый лицей[фр.]
- Профессиональный лицей фотографии Брассай
- Школа Жаннин Мануэль
- Католическая педагогическая школа[фр.]
- Национальная школа прикладного искусства и ремёсел[фр.]
- Кампус университета Пантеон-Ассас
- Кампус университета Пантеон-Сорбонна
- Кампус Высшей национальной школы передовых технологий
- Кампус школы Le Cordon Bleu
- Международная школа управления роскошью (EIML)
- Высшая школа риэлтерских профессий (ESPI)
- Институт Пастера
- Французский институт международных отношений
- Институт исследований безопасности Евросоюза[фр.]
- Европейское космическое агентство

## Достопримечательности

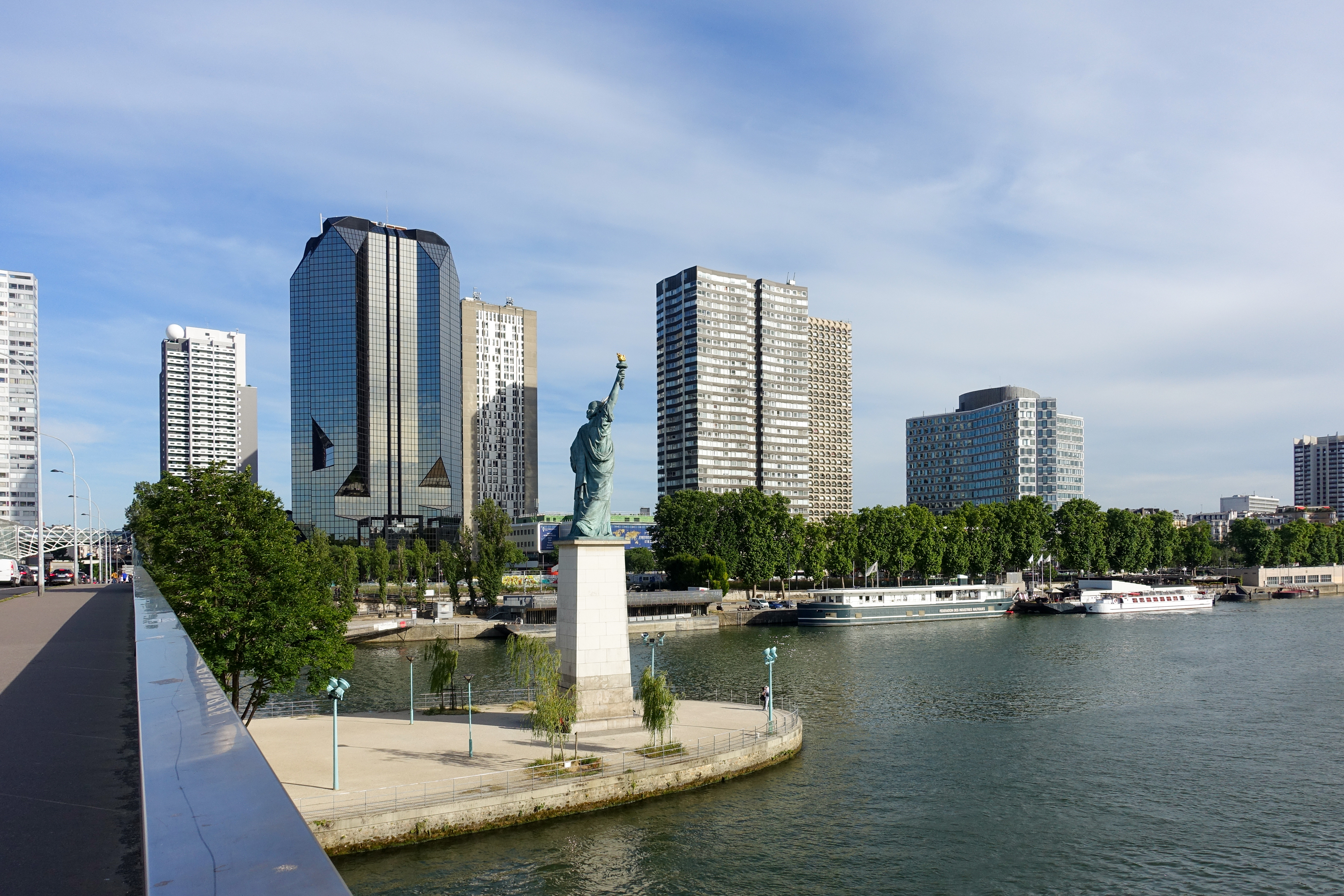
Статуя Свободы на Лебедином острове

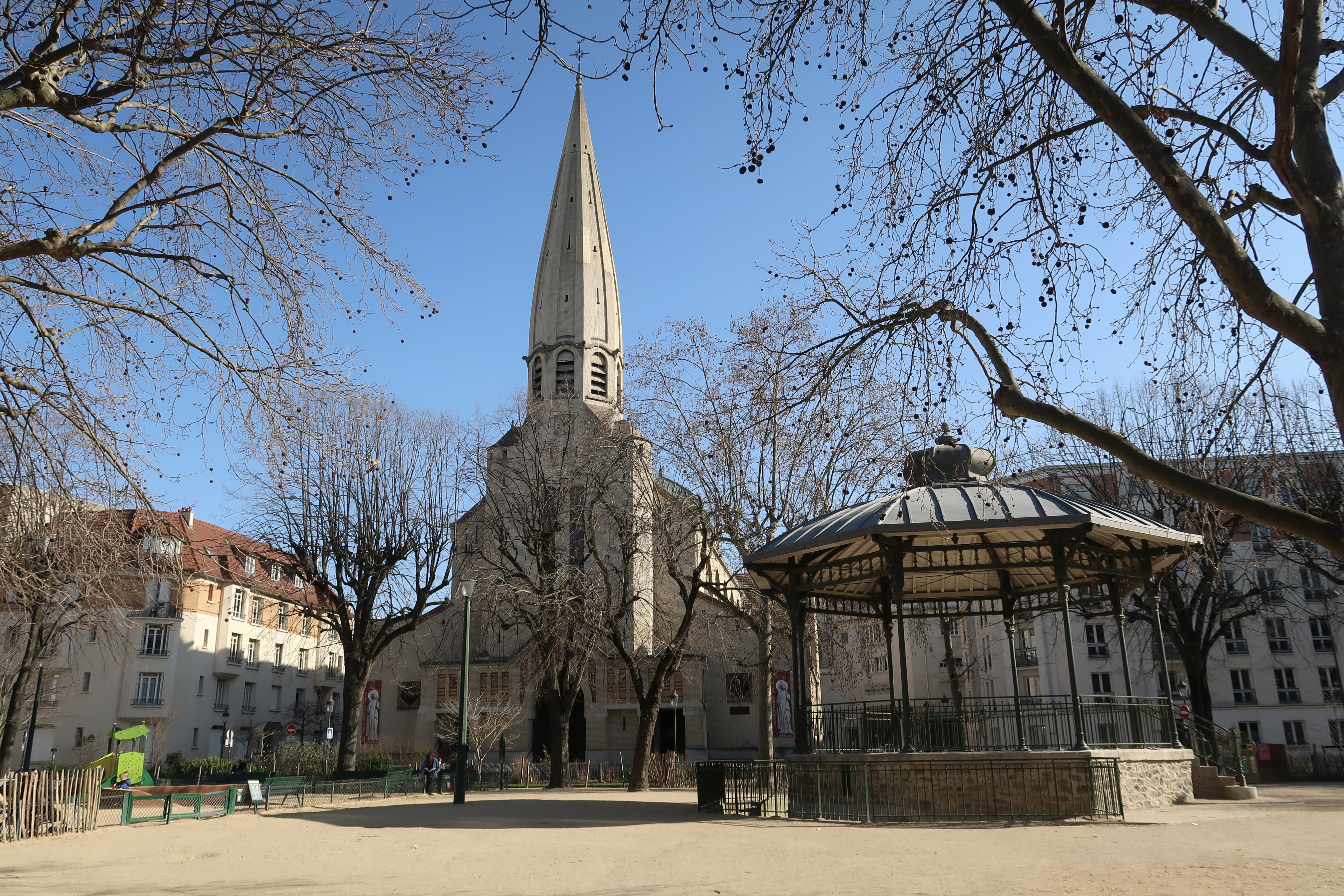
Сквер Франка Бауэра и церковь Сен-Леон

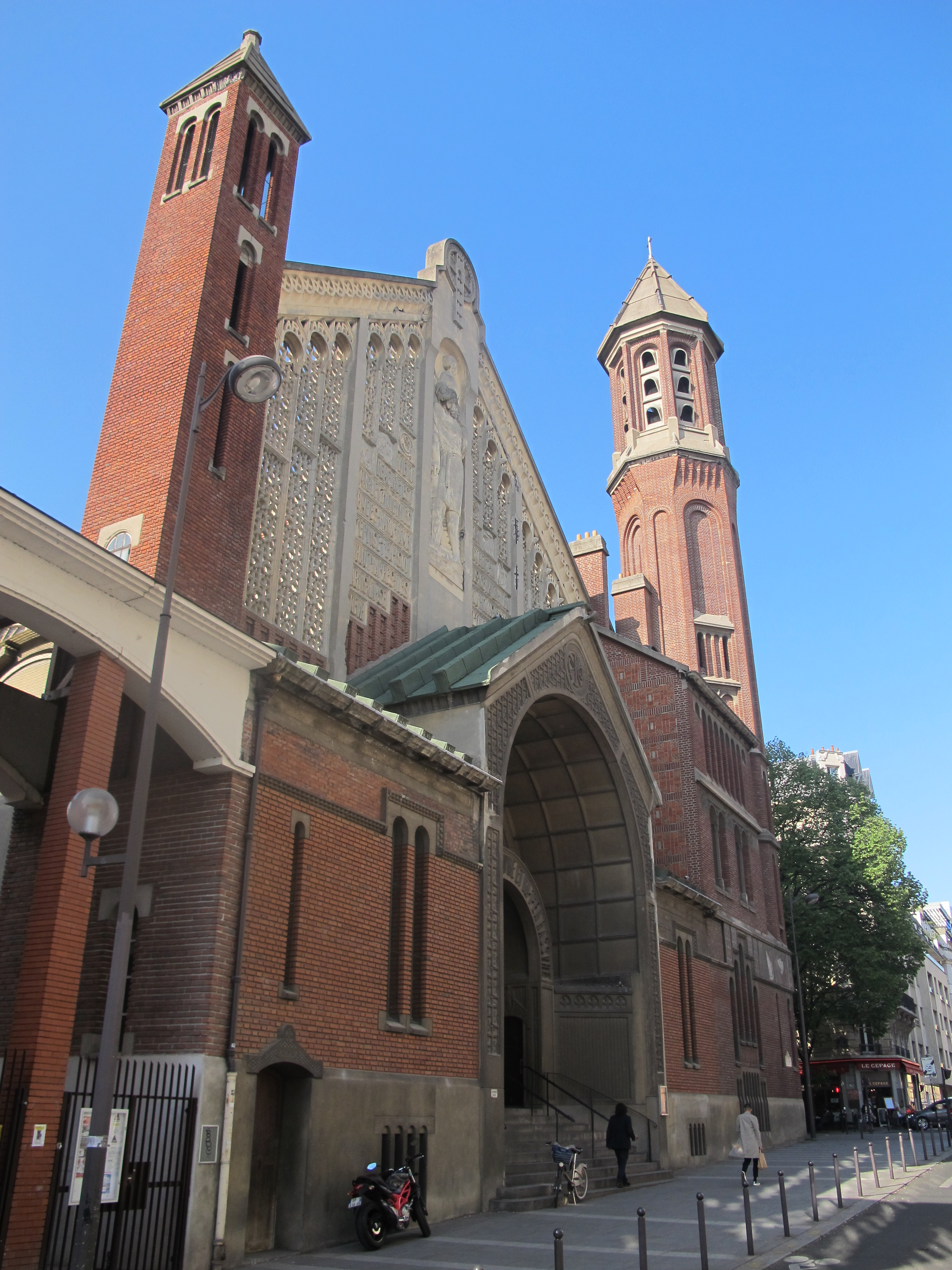
Церковь Сен-Кристоф-де-Жавель

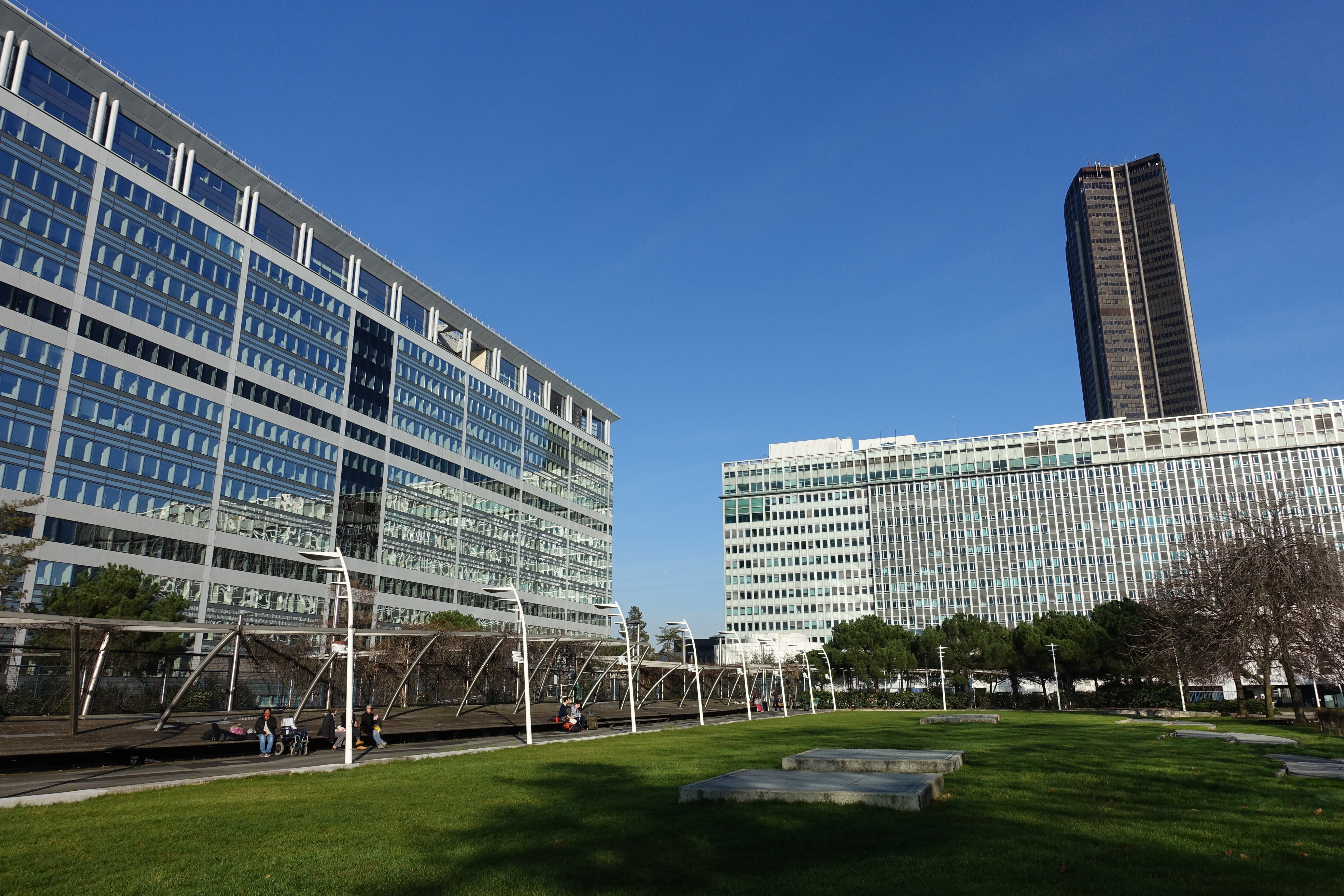
Сад Атлантик

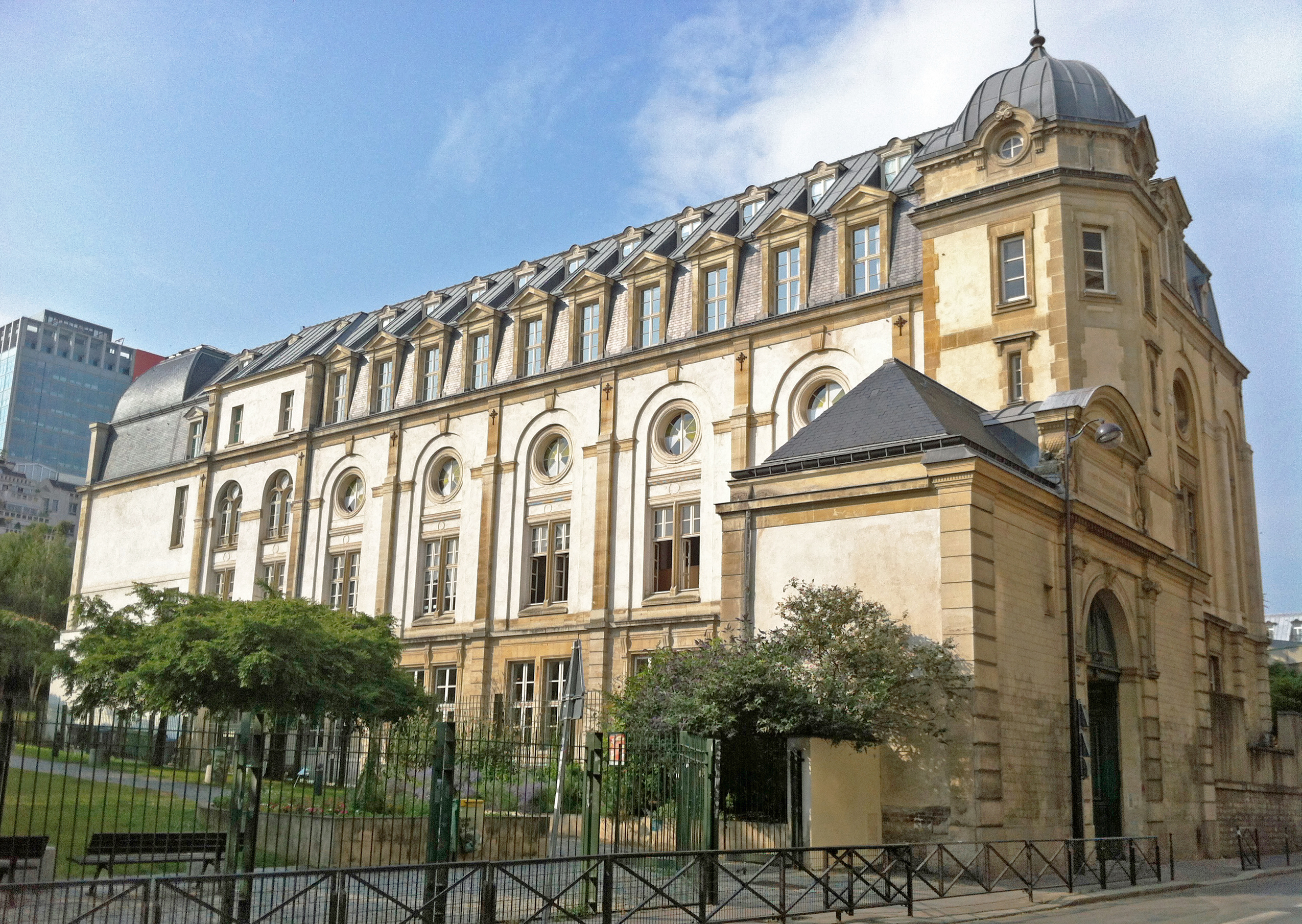
Кампус университета Пантеон-Ассас

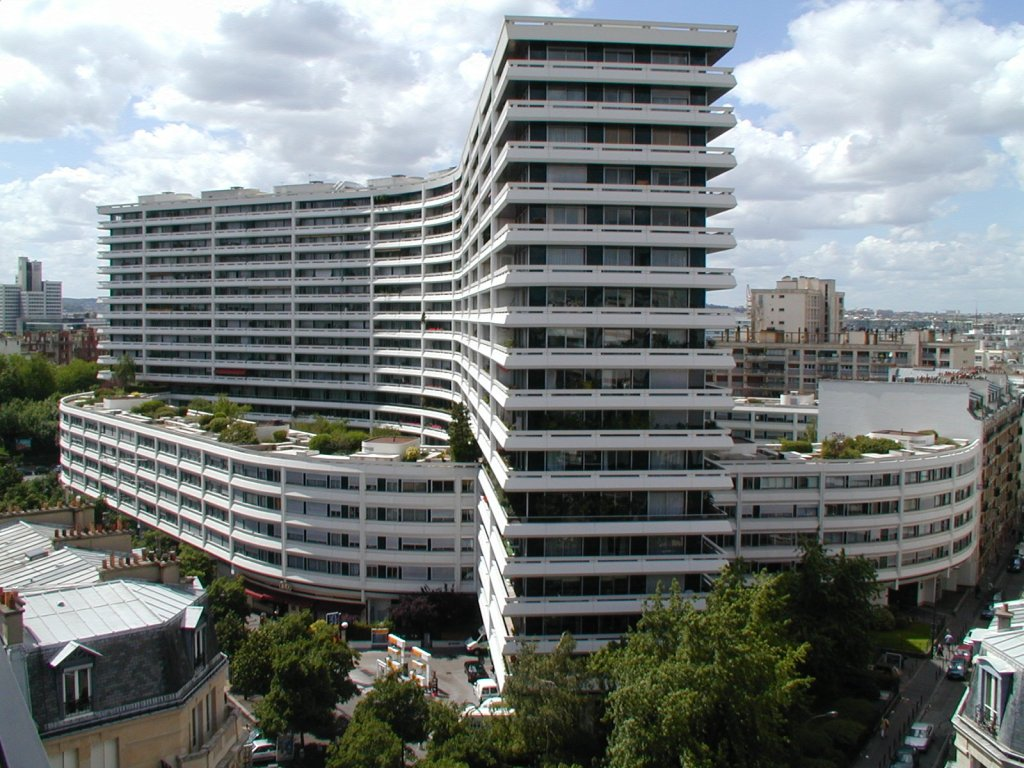
Grand Pavois de Paris

- Юго-западная часть района Монпарнас
  - Улей
- Лебединый остров
  - Статуя Свободы у моста Гренель
- Солей д’Ор
- Вилла Сантос-Дюмона[фр.]
- Бывшая больница Бусико[фр.]

### Храмы
- Церковь Святой Риты
- Церковь Сен-Леон[фр.]
- Церковь Сен-Кристоф-де-Жавель[фр.]
- Церковь Сен-Ламбер-де-Вожирар[фр.]
- Церковь Святого Антония Падуанского[фр.]
- Церковь Иоанна Крестителя в Гренеле[фр.]
- Церковь Жан-Батиста де Ла Салля[фр.]
- Церковь Нотр-Дам-де-Ла-Салетт[фр.]
- Церковь Богоматери Ковчега Завета[фр.]
- Церковь Богоматери из Назарета[фр.]
- Часовня Ордена госпиталитов святого Иоанна Божьего[фр.]
- Часовня Сен-Бернар-де-Монпарнас[фр.]
- Часовня Богоматери Милостивой в Гренеле[фр.]
- Православная церковь Святого Серафима Саровского
- Православная церковь Трёх Святителей
- Грузинская православная церковь Святой Нино[фр.]
- Лютеранская церковь Воскресения Христова[фр.]
- Синагога Шаслу-Лоба[фр.]
- Синагога Адат-Шалом[фр.]
- Реформаторская синагога Богренель
- Мечеть Жавель[фр.]

### Парки и сады

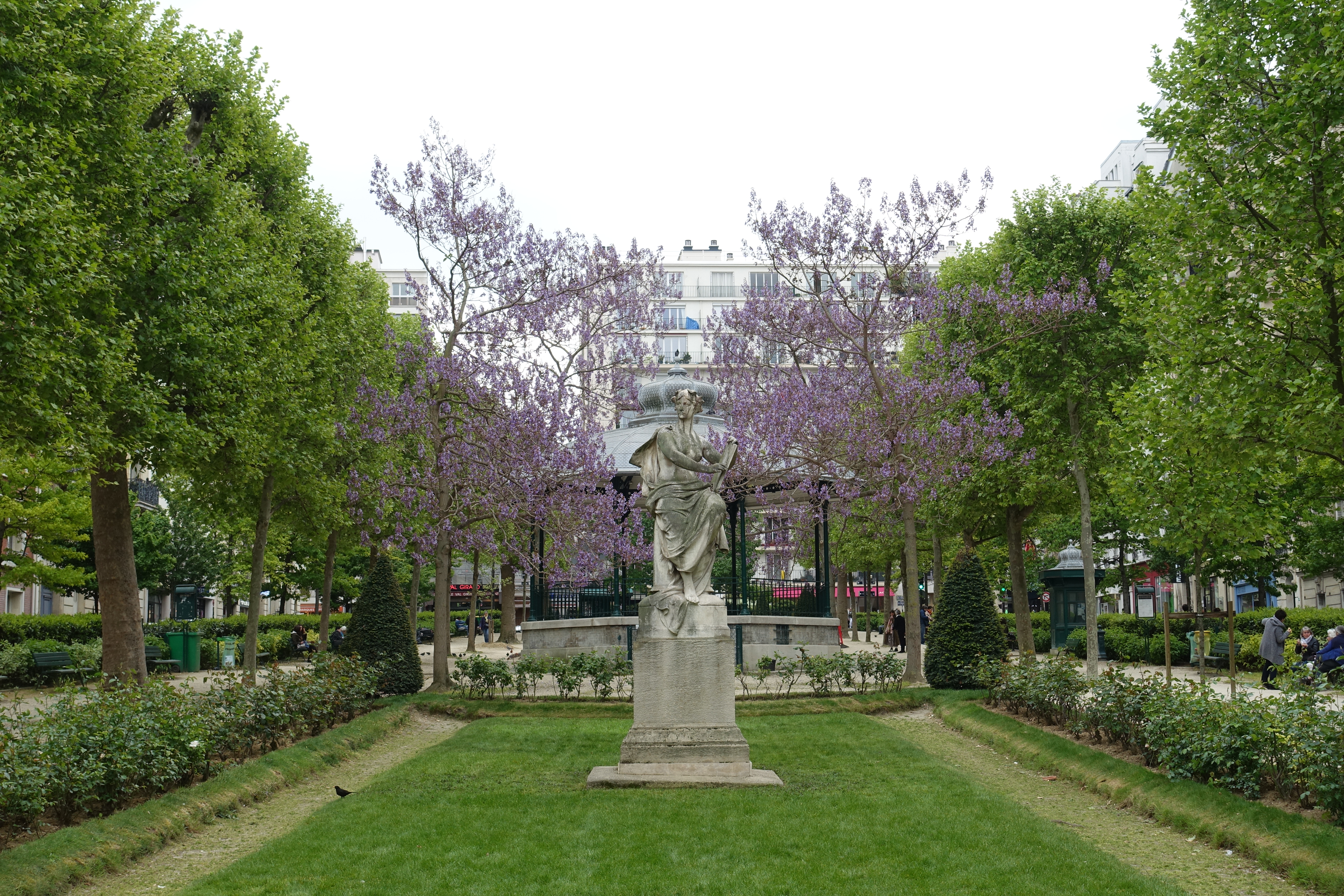
Сквер Адольфа и Жана Шериу

- Парк Андре Ситроена
- Парк Жоржа Брассенса[фр.]
- Сад Атлантик
- Сад Барг — Платон[фр.]
- Сад Каролин Эгль[фр.]
- Сад Маргерит Бусико[фр.]
- Сад Эжени Дженди[фр.]
- Сад больницы Вожирар[фр.]
- Сад Пьер-Адриена Дальпейра[фр.]
- Сквер Николь де Отеклок[фр.]
- Сквер Франка Бауэра[фр.]
- Сквер Гарибальди[фр.]
- Сквер Сен-Ламбер[фр.]
- Сквер Виолет[фр.]
- Сквер Кло-Фекьер[фр.]
- Сквер доктора Кальмета[фр.]
- Сквер Бела Барток[фр.]
- Сквер Поля Жило[фр.]
- Сквер Адольфа и Жана Шериу[фр.]
- Сквер Иветт Шовире[фр.]
- Сквер Жака Неккера[фр.]
- Сквер Перишо[фр.]
- Променад Джебрана Халиль Джебрана[фр.]

### Кладбища
- Кладбище Вожирар
- Кладбище Гренель

### Высотные здания
- Башня Монпарнас
- Башня Треугольник
- Novotel Paris Tour Eiffel[фр.]
- Башня Кристалл[фр.]
- Башня Тотем[фр.]
- Grand Pavois de Paris[фр.]

### Фонтаны
- Фонтан Гренельский колодец[фр.]
- Фонтан Бела Барток[фр.]

## Здравоохранение

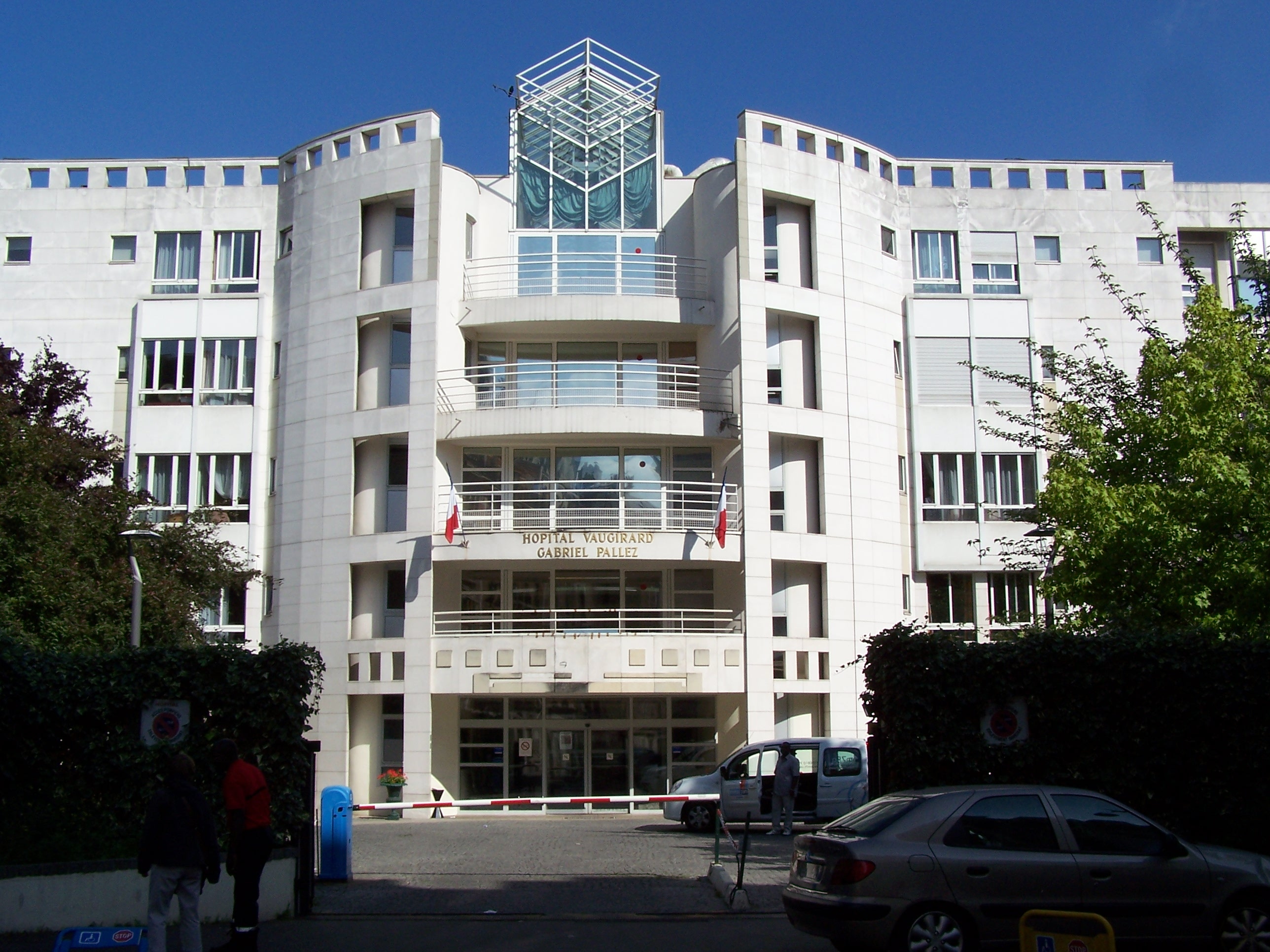
Больница Вожирар

XV округ является важным центром медицинских услуг, здесь расположено несколько больших больниц:
- Детская больница Некер[фр.]
  - Институт генетических болезней Imagine[фр.]
- Европейская больница Жоржа Помпиду[фр.]
- Больница Вожирар[фр.]
- Медицинский центр Института Пастера
- Дневная больница Сантос-Дюмона[фр.]
- Клиника Бломе
- Клиника Аллере-Лабруст
- Центр здоровья Сен-Жак

## Спорт

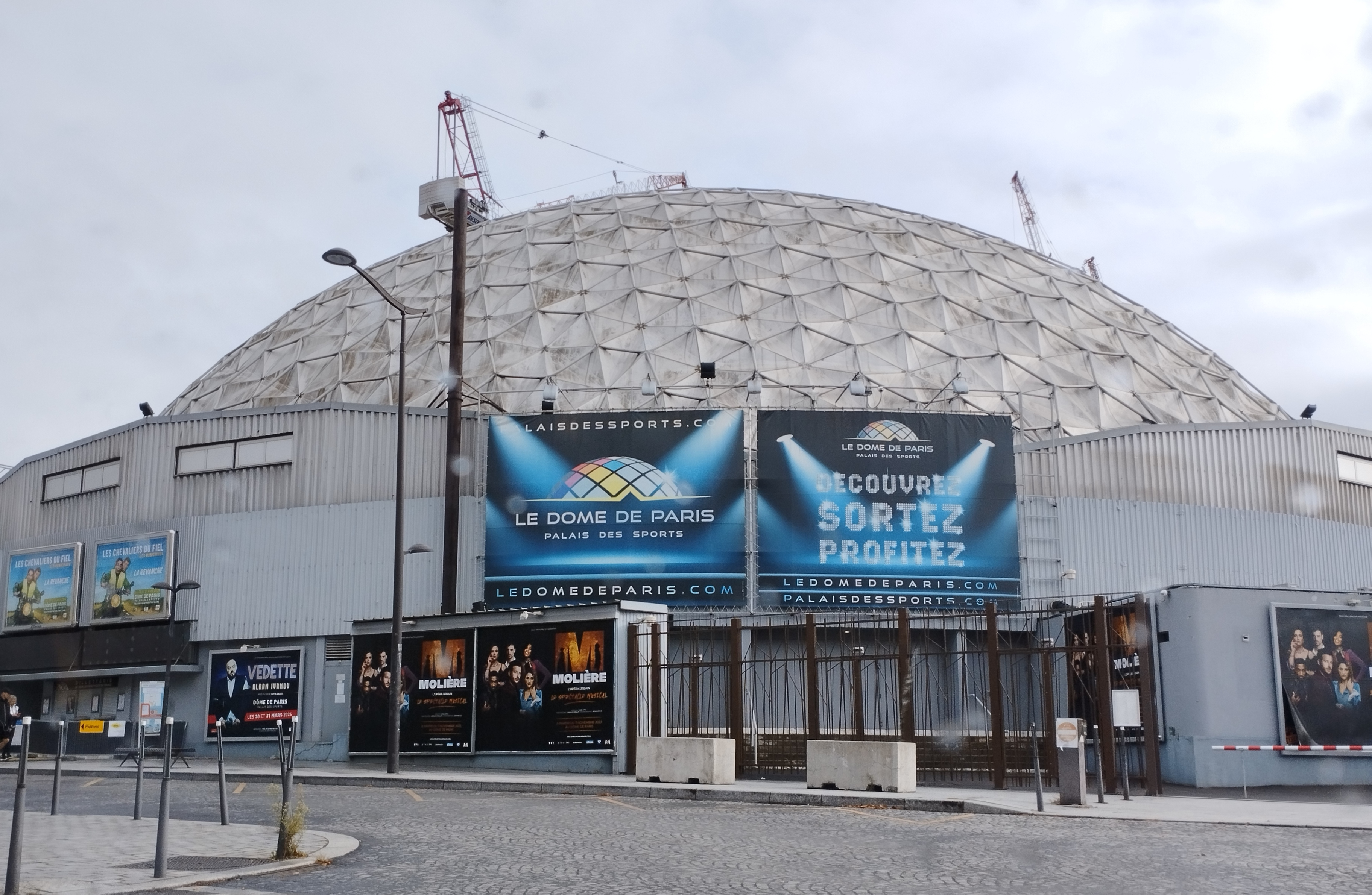
Дворец спорта

Большинство спортивных сооружений и площадок XV округа были капитально реконструированы к летним Олимпийским играм 2024 года.
- Дворец спорта Dôme de Paris[фр.]
- Спортивный парк Сюзанны Ленглен[фр.]
- Спортивный центр Ла-Плен
- Стадион Эмиля Антуана
- Стадион Богренель
- Аквапарк Аквабульвар[фр.]
- Бассейн Келлер[фр.]
- Бассейн Балар[фр.]
- Бассейн Эмиля Антуана

На бульваре Гренель базируется Федерация футбола Франции.

## В искусстве
В XV округе Парижа происходили съёмки следующих фильмов и сериалов: «Лифт на эшафот» (1958), «Монпарнас, 19» (1958), «Клео от 5 до 7» (1962), «Украденные поцелуи» (1968), «Невеста была в чёрном» (1968), «Последнее танго в Париже» (1972), «Высокий блондин в чёрном ботинке» (1972), «День Шакала» (1973), «Кот и мышь» (1975), «Полицейская история» (1975), «Крылышко или ножка» (1976), «Смерть негодяя» (1977), «Робер и Робер» (1978), «Удар головой» (1979), «Лулу» (1980), «Троих надо убрать» (1980), «Прохожая из Сан-Суси» (1982), «Неукротимый» (1983), «Последняя битва» (1983), «Одиночка» (1987), «Неистовый» (1988), «Баловень судьбы» (1988), «Л-627» (1992), «Жизнь богемы» (1992), «Индеец в Париже» (1994), «Доберман» (1997), «Известные старые песни» (1997), «Ужин с придурком» (1998), «Такси 2» (2000), «Адский небоскрёб» (2001), «Невезучие» (2003), «Двенадцать друзей Оушена» (2004), «Ангел-А» (2005), «Мюнхен» (2005), «Как жениться и остаться холостым» (2006), «Час пик 3» (2007), «Париж» (2008), «Потустороннее» (2010), «Генсбур. Любовь хулигана» (2010), «Начало» (2010), «Облава» (2010), Золотая клетка (2013), «В постели с Викторией» (2016).